# Förkämpe

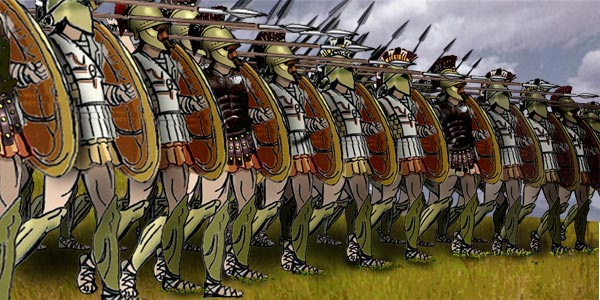
Förkämparna i en grekisk falang.

Förkämpe (från tyska: Vorkämpfer, av grekiska: πρόμαχος, promachos, "frontman") är krigare som kämpar i främsta stridsledet, framför övriga krigare. Det kan förslagsvis även användas om stöttrupper, vilka leder utfall på slagfältet och går "före" resten av trupperna.
I antikens Grekland och Bysantinska riket avsåg ursprungsbegreppet, promachos (πρόμαχος), de stridande männen längst fram i en falang. Det kunde också användas som ett adjektiv, såsom i "promachoslinje", vilket refererar till den främsta stridslinjen. Det dyker först upp i Homeros epos Iliaden, från cirka 700-talet f.Kr..
Begreppet fördes in i svenskan via tyskan under början av 1800-talet i liknande betydelse. Det kan även användas om kämpar som strider till förmån för en sak, en rörelse, en idé och dylikt. Det har även använts som förkortning av företrädande kämpe i betydelsen kämpe å annans vägnar, se champion (kämpe).

### Webbkällor
- Svenska Akademiens ordbok: förkämpe